# Zec (zviježđe)
Zec (lat. Lepus) jedno je od 88 modernih i 48 originalnih Ptolemejevih zviježđa. Konstelacija južne polutke pozicionirana ispod Oriona.

## Vanjske poveznice
The Deep Photographic Guide to the Constellations: Lepus